# Aulonocnemis robinsoni
Aulonocnemis robinsoni är en skalbaggsart som beskrevs av Yves Cambefort 1987. Aulonocnemis robinsoni ingår i släktet Aulonocnemis och familjen Aulonocnemidae. Inga underarter finns listade.